# Дом науки (Томск)
Дом науки — достопримечательность Томска, учреждение образования и культуры, памятник архитектуры начала XX века. Находится на Соляной площади, 4 (Воскресенская гора). С 1998 года в здании располагается театр куклы и актёра «Скоморох».

## История
Здание «Дома науки» было заложено 1 мая 1911 года и закончено постройкой в 1912 году. Торжественное открытие состоялось 7 октября 1912 года. Проект здания А. Д. Крячкова был признан победителем специально проведенного конкурса и воплощен в жизнь архитекторами Т. Л. Фишелем и А. И. Лангером. В здании было 57 комнат, общей площадью 612 квадратных саженей.
По замыслу инициатора строительства и его главного финансиста П. И. Макушина в Доме был открыт Народный университет по образцу Московского народного университета имени Шанявского (утверждение устава нового университета удалось осуществить лишь в 1916 году). Условия военного времени не позволили развернуть полномасштабную учебную работу. В здании проходили занятия Сибирских высших женских курсов, в 1912—1914 годах — Общеобразовательных вечерних классов (курсов), в августе 1918 года разместилась эвакуированная Академия Генерального штаба Русской армии, в 1920 году — школа красных командиров, в 1923 году — Сибирский политехникум.
Общедоступный университет был открыт 13 декабря 1925 года.
В декабре 1941 года здание было передано заводу «Томкабель», здесь были размещены проволочный, крутильный, обмоточный, резиноделательный, оплеточный, эмалировочный и другие цеха, а также лаборатории и заводоуправление.
С 1960 года в здании разместился Дом культуры завода «Томкабель» (с 1971 — Дом культуры объединения «Сибкабель»), а с 1998 года находится театр куклы и актёра «Скоморох». На 2023 год запланирован капитальный ремонт здания.

## Память Макушина

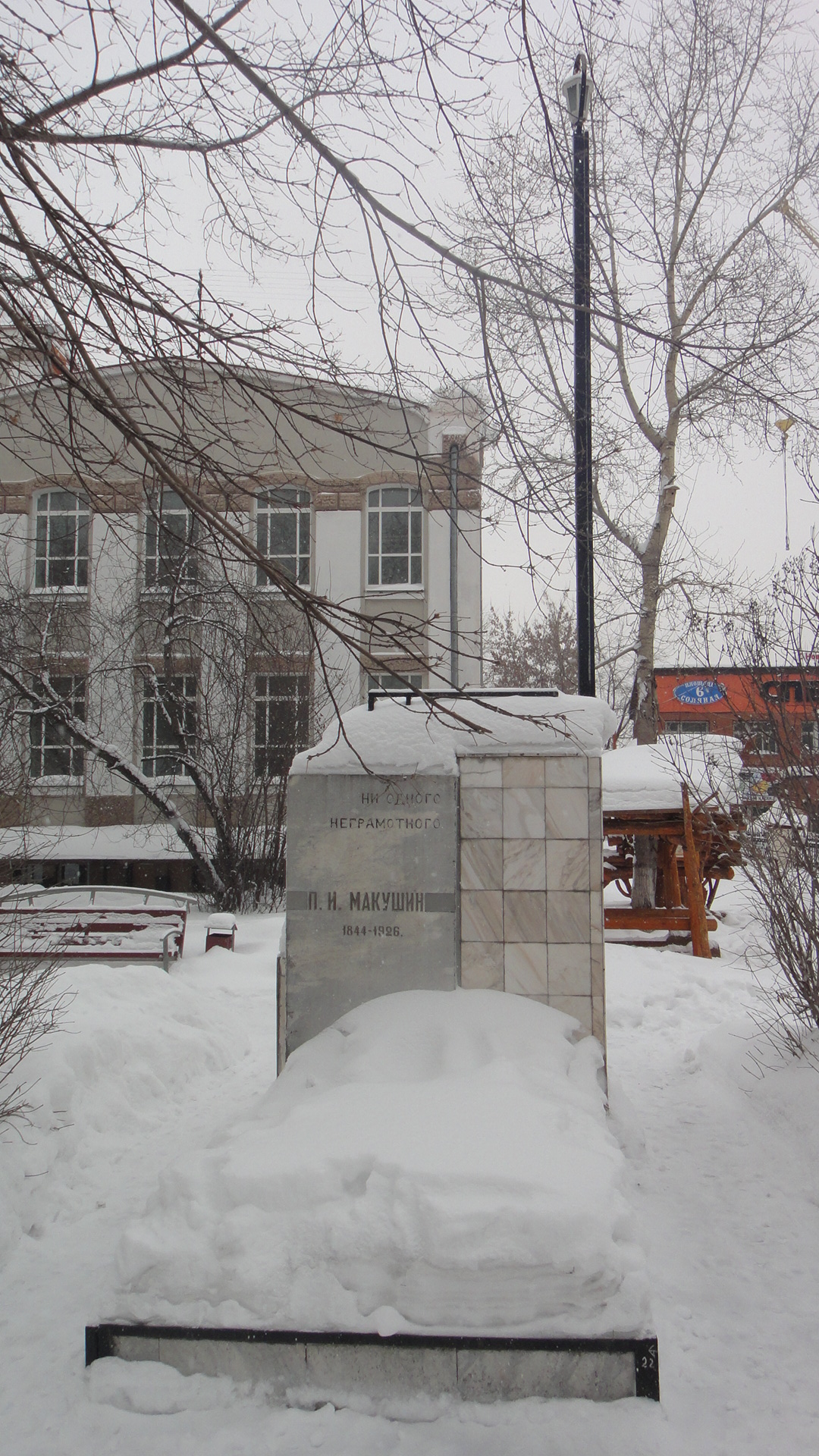
могила
П. И. Макушина

Согласно воле П. И. Макушина, он похоронен в ограде Дома науки.

«Фонарь на могиле П. И. Макушина, несомненно, символизировал просвещение. Сложнее интерпретировать рельсу: вероятнее всего, она означала технический и культурный общественный прогресс. Однако для Петра Ивановича, исколесившего тысячи верст по России в качестве миссионера и просветителя, рельса могла означать буквально и все эти дороги, а фигурально — тяжелый, но верный путь распространения знания».— Е.И. Красильникова: «Кладбища Томска как места памяти жителей города»